# Cabanes (Katalonia)
Cabanes – gmina w Hiszpanii, w prowincji Girona, w Katalonii, o powierzchni 15 km². W 2011 roku gmina liczyła 931 mieszkańców.